# Ve siècle av. J.-C. en architecture
VIe siècle av. J.-C. en architecture - Ve siècle av. J.-C. - IVe siècle av. J.-C. en architecture
Cet article concerne les événements concernant l'architecture qui se sont déroulés durant le Ve siècle av. J.-C.

## Réalisations

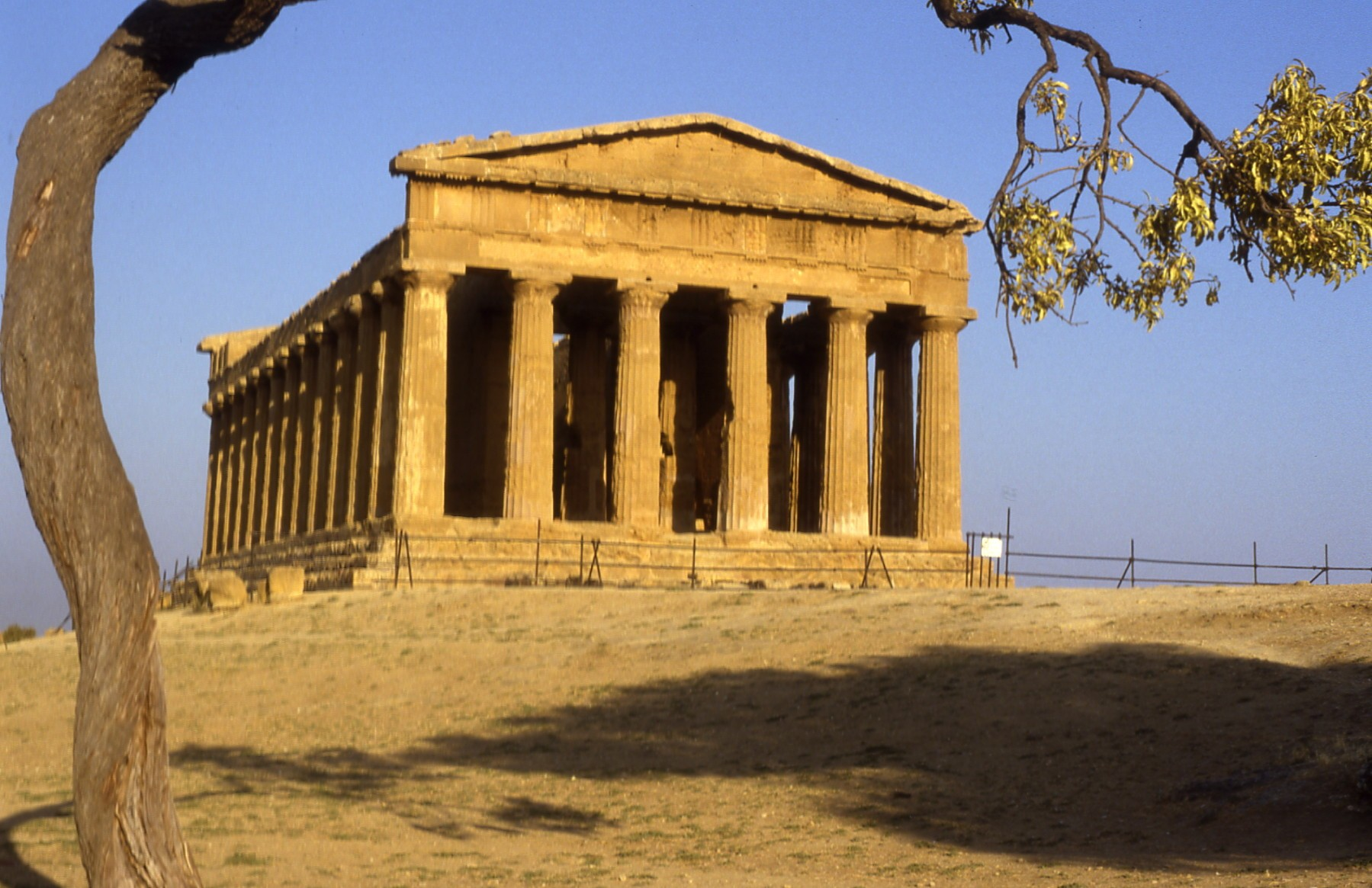
Le temple de Héra et de Junon à Agrigente

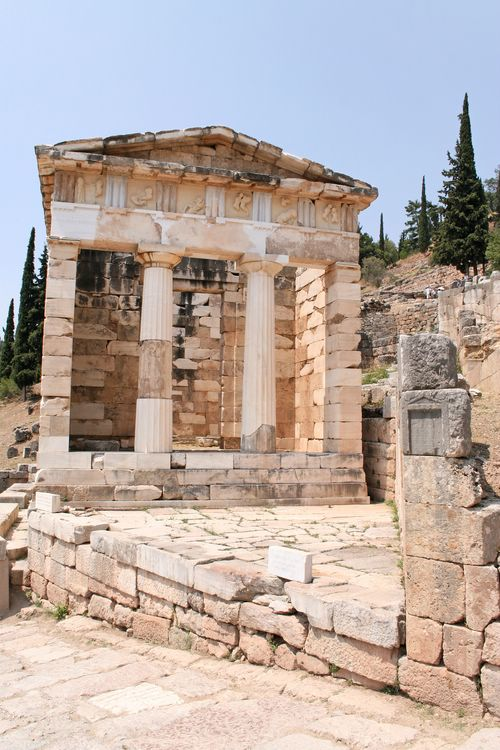
Trésor des Athéniens à Dephes

- 490/470 av. J.-C. : en Sicile, Sélinonte construit deux nouveaux temples et achève l’énorme temple d’Apollon (plus de 110 mètres de long). Syracuse dédie un temple à Athéna et élève un temple de la victoire à Himère. Agrigente dédie un temple à Héra et entreprend la construction d’un Olympiéion, qui, s’il avait été achevé, aurait atteint 110 mètres de long.

- Vers 490-485 av. J.-C. : érection du trésor des Athéniens à Delphes[1].
- Vers 480-323 av. J.-C. : époque classique en Grèce[2]. Les cités atteignent leur apogée en art et architecture. Style libre en peinture céramique, inspiré par la grande peinture (Polygnote de Thasos).
- Vers 480 av. J.-C. : construction du grand temple de Zeus à Cyrène[3].
- 475-450 av. J.-C. : Stoa Poikilè, portique de l’agora d’Athènes, construit par l’architecte Peisianax[4] et décoré par les peintres Polygnote, Mikon et Panaios[3].

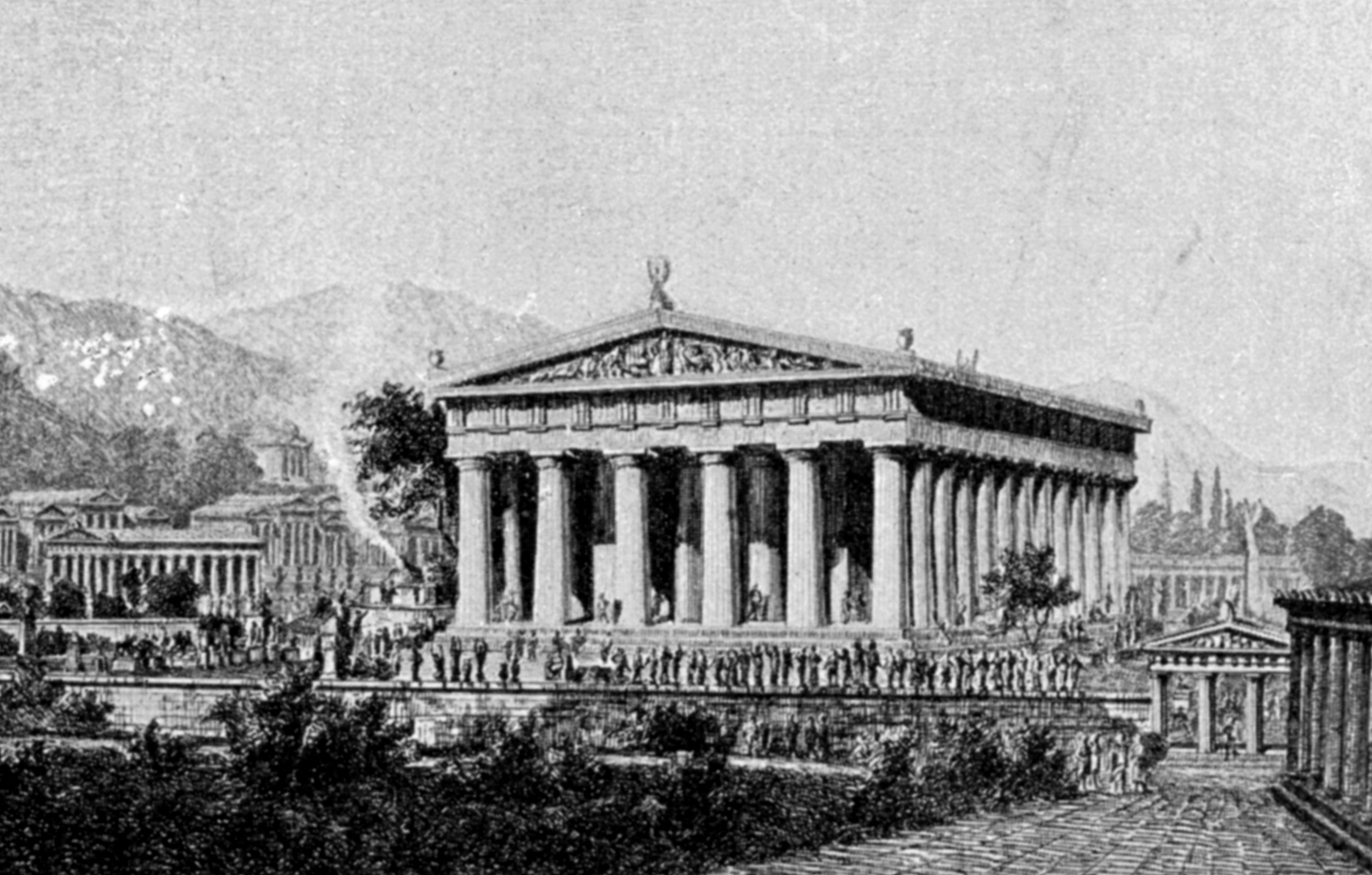
Reconstitution du temple de Zeus à Olympie

- 468-456 av. J.-C. : construction du temple de Zeus à Olympie[5]. Il est l'œuvre de l'architecte Eléen Libon. Les  frontons s'ornent de compositions en marbre de Paros qui représentent la première course de chars organisée à Olympie remportée par Pélops.

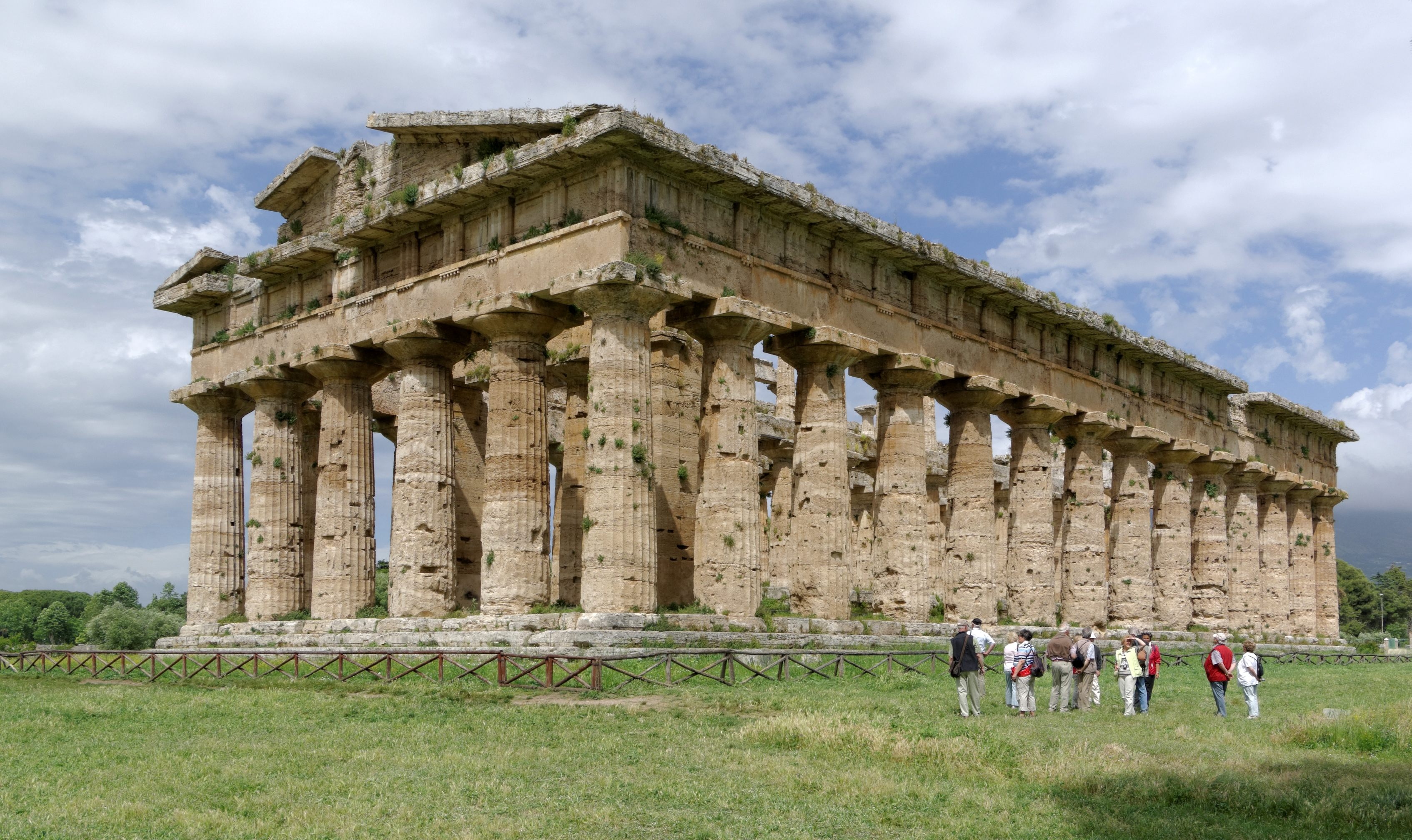
Le temple de Poséidon à Paestum

- Vers 460-450 av. J.-C. : construction du second temple d’Héra à Paestum (grec Posidonia, Italie), dit temple de Poséidon à côté du premier temple[6].
- 449-415 av. J.-C. : construction du temple d’Héphaïstos à Athènes[7].
- 447-432 av. J.-C. : construction du Parthénon à Athènes par les architectes Ictinos et Callicratès sous la direction du sculpteur Phidias[8].
- Vers 440 av. J.-C. :
  - début de la construction du Temple d'Apollon Epicourios de Bassae[9].
  - construction du temple de Poséidon au cap Sounion[3].
- 437-432 av. J.-C. : construction des Propylées à Athènes par l’architecte Mnésiclès[10].
- Vers 427-424 av. J.-C. : construction du temple d’Athéna Nikè, à Athènes.

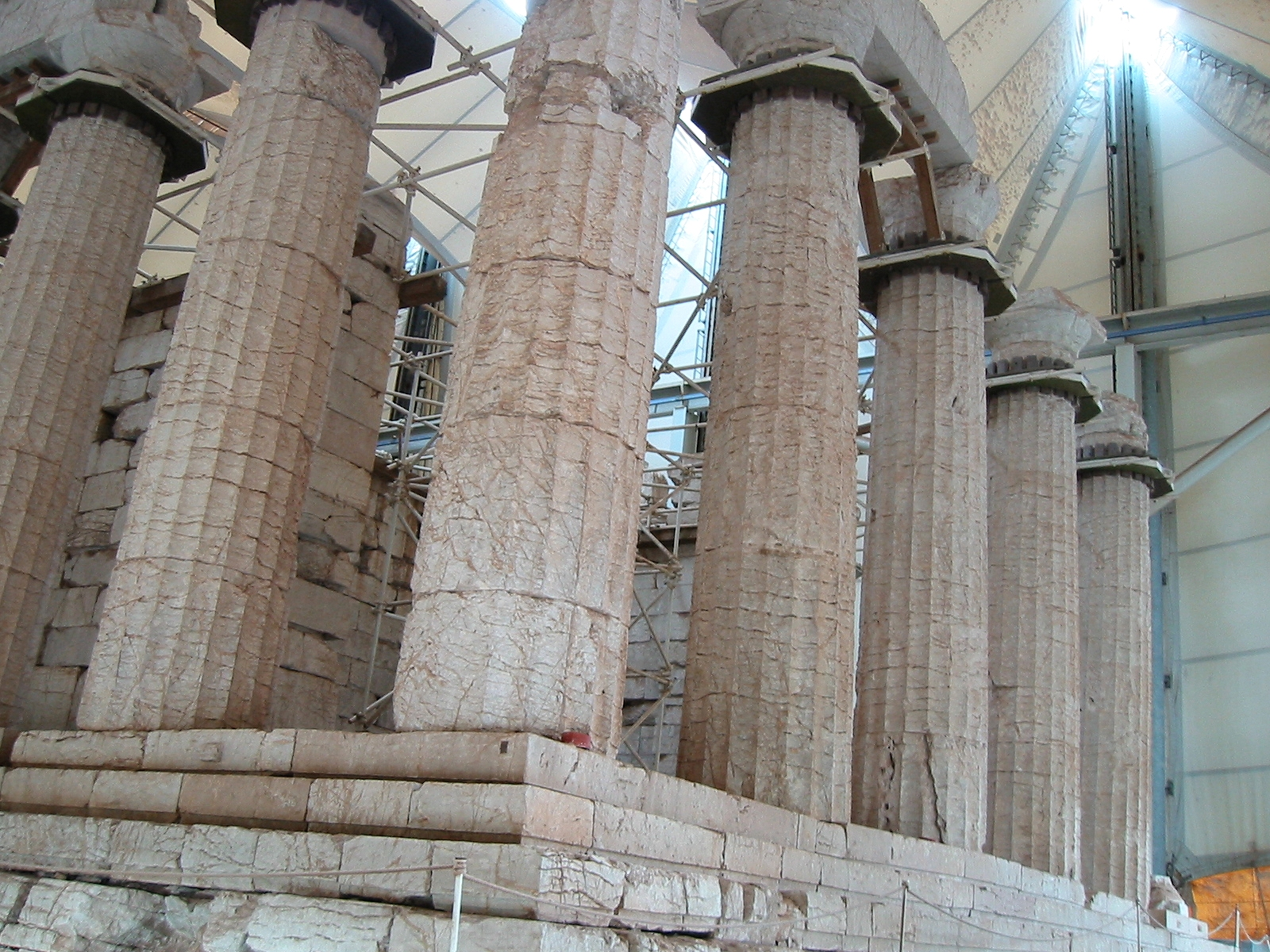
Temple de Bassae

- Vers 425-420 av. J.-C. : l’architecte Ictinos achève l’aménagement du temple d'Apollon à Bassae[11] (premier chapiteau d’ordre corinthien).

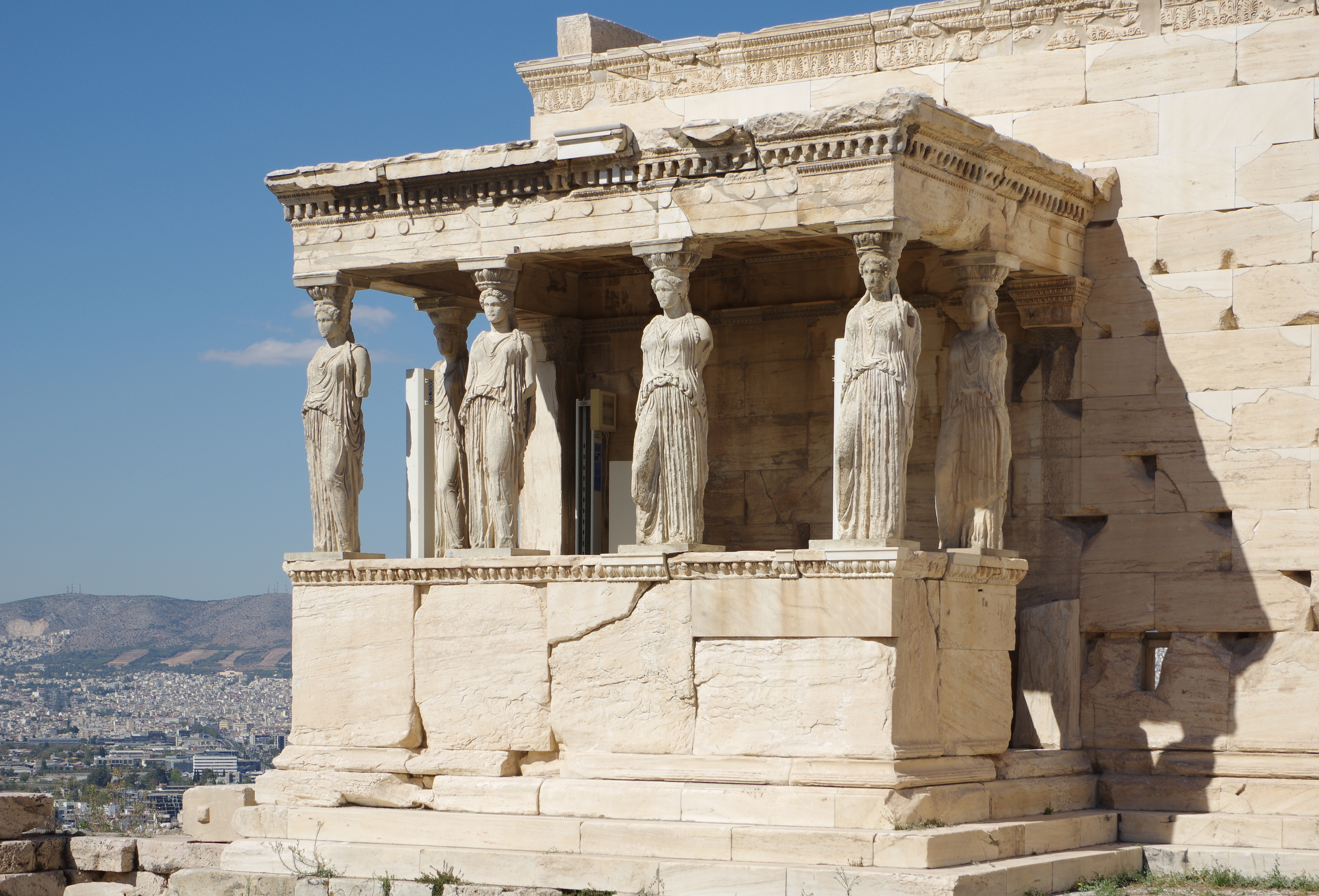
Les Cariatides à l'entrée de l'Érechthéion

- 421 av. J.-C. : début de la construction de l'Érechthéion à Athènes (travaux repris en 409 av. J.-C. et achevés en 407 av. J.-C.).
- Vers 420 av. J.-C. : construction du temple de Ségeste, en Sicile. La paix de Nicias permet de terminer le temple d'Athéna Nikè sur l'Acropole.
- Vers 420-400 av. J.-C. : activité du sculpteur Callimaque ; Vitruve lui attribue l’invention du chapiteau corinthien[3].

## Personnalités
- Hippodamos, urbaniste, qui conçoit en 479 le plan de la ville de Milet selon un damier régulier dit plan hippodamien[12].